# باکوویل
باکوویل (به فرانسوی: Bacqueville) یک کمون (فرانسه) در فرانسه است که در canton of Fleury-sur-Andelle واقع شده‌است. باکوویل ۱۱٫۰۱ کیلومتر مربع مساحت دارد ۱۴۰ متر بالاتر از سطح دریا واقع شده‌است.